# Liste der Naturdenkmale in Bruttig-Fankel
Die Liste der Naturdenkmale in Bruttig-Fankel nennt die im Gemeindegebiet von Bruttig-Fankel ausgewiesenen Naturdenkmale (Stand 25. März 2024).

## Naturdenkmale
| Nr.         | Bezeichnung | Lage                                                     | Beschreibung    | Bild                                    |
| ----------- | ----------- | -------------------------------------------------------- | --------------- | --------------------------------------- |
| ND-7135-388 | Eiche       | Fankel, südöstlich des Ortes; Flur Auf dem Altewald Lage | Quercus petraea | Direkt Bild zu diesem Denkmal hochladen |